# Brabham BT24
La Brabham BT24 è un'autovettura da Formula 1 realizzata dalla Brabham Racing Organisation nel 1967 e progettata da Ron Tauranac.

## Tecnica
La vettura aveva in dotazione il medesimo propulsore che equipaggiava le precedenti BT19 e BT20, e cioè il Repco V8 620, il quale era però stato potenziato con diverse migliorie per ottenere una potenza di 350 cv. Le migliorie comprendevano un nuovo basamento e nuove testate, e queste ultime furono realizzate in configurazione uniflow, in quanto i condotti di aspirazione e di scarico si trovavano localizzati nella medesima parte. Le testate erano piatte e le camere di combustione erano ricavate direttamente nel cielo dei pistoni. Queste, denominate Heron, vennero impiegate per la prima volta su questa vettura ed ebbero una buona notorietà successiva. La distribuzione era nuovamente monoalbero con comando a catena e punterie a bicchiere e due valvole parallele per ogni cilindro. Queste ultime avevano un diametro di 43 mm per quanto riguarda quelle di aspirazione e 34 per quelle di scarico. Gli scarichi fuoriuscivano dalle testate nella zona rivolta verso il centro della V formata dalle due bancate di cilindri. Il telaio tubolare era formato da un traliccio di tubi.

## Attività sportiva
La BT24 venne pilotata da Jack Brabham e da Denny Hulme per il mondiale del 1967. Hulme conquistò il primo posto nei GP di Monaco e Germania, mentre Brabham vinse i GP di Francia e Canada, ma grazie ai vari piazzamenti ottenuti il pilota neozelandese ottenne il titolo iridato, mentre la Brabham si riconfermò per la seconda volta campione del mondiale costruttori.